# Billy Carlson
Billy Carlson (ur. 17 października 1889 roku w San Diego, zm. 5 lipca 1915 roku w Tacomie) – amerykański kierowca wyścigowy.

## Kariera
W swojej karierze Carlson startował głównie w Stanach Zjednoczonych w mistrzostwach AAA Championship Car oraz towarzyszącym mistrzostwom słynnym wyścigu Indianapolis 500. W pierwszym sezonie startów, w 1913 roku dwukrotnie stawał na podium, w tym raz na jego najwyższym stopniu. Z dorobkiem 510 punktów został sklasyfikowany na dziesiątym miejscu w końcowej klasyfikacji kierowców. Rok później na podium stawał jedynie raz, a w Indy 500 był dziewiąty. Uzbierał łącznie 290 punktów i uplasował się na osiemnastym miejscu w klasyfikacji generalnej. W sezonie 1915 Amerykanin dojechał do mety Indy 500 jako dziewiąty. Dorobek 840 punktów pozwolił mu zakończyć sezon na dziesiątej pozycji.

## Śmierć
Carlson zginął w wyniku ran odniesionych w wypadku podczas wyścigu w Tacomie 5 lipca 1915 roku. Miał 26 lat.